# Scarface (película de 1932)
Scarface (traducida al español como Capitán Caracortada y Caracortada, en México; Scarface: Cara cortada en Argentina; o Scarface, el terror del hampa en España) es una película de gánsteres estadounidense dirigida por Howard Hawks en 1932 y producida por el propio Hawks y Howard Hughes. El guion, de Ben Hecht, está basado en la novela homónima de 1929 escrita por Armitage Trail, que retrata la vida de Al Capone; incluso una escena muestra una versión de la Matanza de San Valentín. Está protagonizada por Paul Muni en el rol de Antonio "Tony" Camonte, y sigue su violento ascenso a través del mundo de las pandillas de Chicago. También coprotagonizan Ann Dvorak, Karen Morley, Osgood Perkins, George Raft y Boris Karloff.
Después de comprar los derechos de la novela de Trail, Hughes rápidamente eligió a Hawks como director y a Hecht como guionista. Hecht empezó a escribir el guion en enero de 1931 y lo completó en once días. Scarface se rodó en la época pre-code, antes de que la Motion Picture Association creara en 1934 el departamento Production Code Administration (PCA), que aplicaba con rigor las normas sobre el contenido de las películas. Sin embargo, el Código Hays, un precursor más indulgente, pidió alteraciones importantes, incluyendo un prólogo que condena a los gánsteres, un final alternativo para reprender más claramente a Camonte, y el título alternativo «La vergüenza de una nación» (The Shame of a Nation). Los censores pensaban que la película glorificaba la violencia y el crimen. Estos cambios retrasaron la película un año, aunque algunas proyecciones conservaron el final original. Las proyecciones modernas de la película mantienen el final original, aunque algunos lanzamientos en DVD y Blu-ray también incluyen el final alternativo como parte del contenido extra. Estas versiones mantienen los cambios que Hughes y Hawks debían realizar para su aprobación por la Oficina de Hays. Se desconoce la existencia de una versión completamente inalterada.
La película fue apreciada por el público, pero la censura prohibió la película en varias ciudades y estados, lo que obligó a Hughes a retirarla de la circulación y guardarla en su cámara acorazada. Los derechos de la película se recuperaron después de la muerte de Hughes en la década de 1970. Junto con Hampa dorada / Pequeño César («Little Caesar») y El enemigo público (The Public Enemy) —ambas de 1931—, Scarface está considerada como una de las películas de gánsteres más importantes e influyentes del género.
La película fue la base para la versión de 1983 dirigida por Brian De Palma y protagonizada por Al Pacino. En 1994, la película fue considerada «cultural, histórica y estéticamente significativa» por la Biblioteca del Congreso de Estados Unidos y seleccionada para su preservación en el National Film Registry. Desde 2008, forma parte de la lista AFI's 10 Top 10 en la categoría «Películas de gánsteres», donde ocupa el sexto lugar.

## Argumento

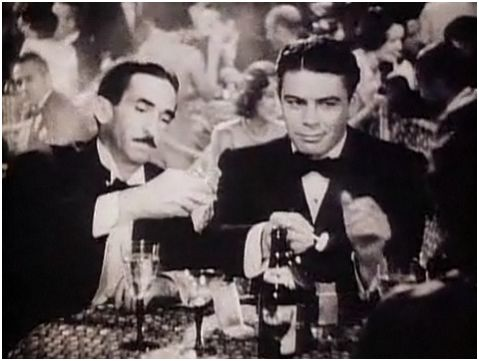
Osgood Perkins como John "Johnny" Lovo y Paul Muni como Antonio "Tony" Camonte en una escena del tráiler de la película.

Tony Camonte (Paul Muni), un pistolero italiano, ignorante y sin escrúpulos, es el lugarteniente de Johnny Lovo (Osgood Perkins), el hampón más poderoso del South End de Chicago. Ambicioso y cruel, Camonte, que por una cicatriz que le cruza el rostro recibe el apelativo de Scarface (Cara cortada), elimina poco a poco a los rivales de Lovo hasta que, luego de que Tony escapara de unos matones enviados por Lovo por represalia al notar el amorío que Tony siente por su esposa Poppy (Karen Morley), Tony va a vengarse con la ayuda de su amigo Guino Rinaldo (George Raft), acaban con Lovo y le arrebatan también el poder y se queda con Poppy, así que Tony se convierte en el amo de la ciudad, y junto a Poppy, deslumbra su victoria luego de leer en una valla publicitaria el eslogan de una aerolínea que dice "The World is Yours" (Traducido a: El Mundo es Tuyo).
Tras un mes de vacaciones en Florida descubre que su hermana Cesca (Ann Dvorak), por la que siente un amor confuso y arrebatado, es la amante de Guino. Tony acaba con Guino antes de que su hermana pueda decirle que ya se habían casado; después de esto la policía busca a Tony por el asesinato de Guino Rinaldo. Tony se atrinchera en su apartamento junto con su hermana Cesca, quien intentó asesinar a Tony por la muerte de Guino, pero decide perdonarlo. Los policías entran, disparan a Tony en la puerta de su habitación, pero este les cierra, lo que provoca que su intento no tenga éxito,
Luego, Tony dispara con una ametralladora, mientras que Cesca está recargando cartuchos de escopeta, después de que su hermana sea alcanzada por una bala, Tony le dice que no lo deje solo, y que lo ayude, pero después de su intento de que su hermana esté con él, Cesca muere.
Pero justo en ese instante, lanzan una bomba lacrimógena, lo que provoca que Tony trate de salir de su apartamento, por no poder ver claro. Al estar débil, no entiende que los policías están rompiendo su puerta en un intento desesperado por entrar. Tony les dice que no le disparen, que lo perdonen, pero al parecer, los policías no creen en sus palabras. 
En su desesperación por escapar, sale corriendo afuera de la mansión, pero los oficiales que estaban rodeando la casa le disparan y él cae a la calle bastante malherido, y en donde finalmente muere justo debajo de un edificio en el cual está brillando el cartel de la aerolínea con el eslogan: "The World is Yours".

### Final alternativo
En el final alterno, luego de que Tony saliera de su mansión por el gas lacrimógeno, los policías lo encuentran y Tony les pide que no le disparen y lo perdonen, a lo que los policías entonces se llevan a Tony. 
La siguiente escena es en un juicio donde un juez demuestra la inhumanidad de Tony, deliberadamente llamándolo la vergüenza de la nación y sobre la maldad de los gánsteres que arruinan al país, al final, el juez termina sentenciando a Tony la pena máxima por sus crímenes.
La última escena muestra a Tony caminar a una horca para su ejecución, finalizando con cuatro policías cortando cuatro cuerdas y el sonido de que la puerta inferior de la horca se abre, finalizando la película.

## Reparto

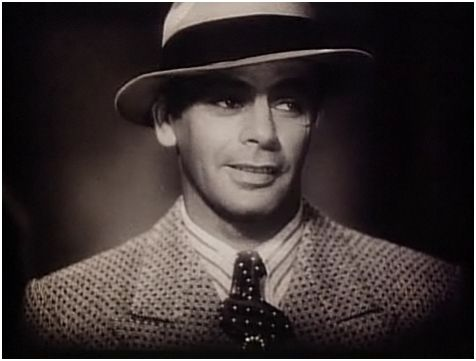
Paul Muni en el tráiler de Scarface.

| Actor           | Personaje                        | Notas         |
| --------------- | -------------------------------- | ------------- |
| Paul Muni       | «Tony» Camonte                   |               |
| Ann Dvorak      | «Cesca» Camonte                  |               |
| Karen Morley    | Poppy                            |               |
| Osgood Perkins  | «Johnny» Lovo                    |               |
| C. Henry Gordon | Inspector de policía Ben Guarino |               |
| George Raft     | Guino «Little Boy» Rinaldo       |               |
| Vince Barnett   | Angelo                           |               |
| Boris Karloff   | Tom Gaffney                      |               |
| Purnell Pratt   | Publicista Garston               |               |
| Tully Marshall  | Editor gerente                   |               |
| Inez Palange    | Sra. Camonte, madre de Tony      |               |
| Edwin Maxwell   | Jefe de detectives               |               |
| Harry J. Vejar  | «Big» Louis Costillo             | No acreditado |
| Howard Hawks    | Hombre en la cama                | No acreditado |

## Producción

### Preproducción
El magnate Howard Hughes, en ese momento productor cinematográfico, buscaba un éxito de taquilla después de Un gran reportaje (The Front Page, 1931) —también producida por Hughes—. Como las películas de gánsteres estaban en pleno auge en la primera mitad de la década de 1930, durante la época de la ley seca en los Estados Unidos, Hughes quería hacer una película basada en la vida del gánster Al Capone superior a cualquier otra del género que se hubiera filmado anteriormente. Le aconsejaron en contra porque el género de los gánsteres parecía estar saturado: Hampa dorada / Pequeño César (Little Caesar, 1931) protagonizada por Edward G. Robinson y El enemigo público (The Public Enemy, 1931) protagonizada por James Cagney ya eran grandes éxitos y Warner Bros. argumentaba que no podía aportar nada nuevo al género de gánsteres. Y lo que es más, la censura cinematográfica —básicamente, el código Hays— empezaba a preocuparse por el glamur que estaba adquiriendo el crimen en las pantallas.
Hughes compró los derechos de la novela Scarface escrita en 1929 —publicada en 1930— por Armitage Trail, que estaba inspirada en la vida de Al Capone. Trail nunca vio la película terminada ya que falleció a los 28 años de un ataque al corazón en octubre de 1930. Hughes contrató a Fred Pasley, un periodista de Nueva York y una autoridad sobre Al Capone, como escritor. También, pidió a Ben Hecht, ganador del Óscar (1929) al «mejor argumento» por La ley del hampa (Underworld, 1927) —película de crimen muda—, que fuera el escritor principal del guion. Desconfiando de Hughes como patrono, Hecht solicitó un salario diaria de $1 000 dólares, pagado todos los días a las seis en punto. Hecht argumentaba que perdería solamente un día de trabajo si Hughes resultaba un fraude.
Hughes quería que el consagrado director Howard Hawks fuera director y coproductor de la película. Hawks estaba francamente sorprendido porque sus relaciones nunca habían sido cordiales; Hughes había demandado a Howard Hawks en julio de 1930, afirmando que El escuadrón de la muerte / La escuadrilla del amanecer (The Dawn Patrol, 1930), película dirigida por Hawks, era un plagio de su película Los ángeles del infierno (Hell's Angels, 1930). Durante una partida de golf, Hughes prometió retirar la demanda (algo totalmente irrelevante ya que el juez la había desestimado) y cuando llegaron al hoyo 18, Hawks estaba interesado en dirigir la película. Quedó mucho más convencido cuando supo que Hecht era el escritor principal. Hecht y Hawks trabajaron en total armonía con la intención de caracterizar a Capone como un Borgia, incluida la sugerencia de una relación incestuosa entre el personaje principal y su hermana, como aparece en la novela de Trail.

### Guion
Hecht escribió el guion en once días en enero de 1931, haciendo una adaptación de la novela de Trail. Fred Pasley y W. R. Burnett hicieron sus propias aportaciones. Las contribuciones de Pasley incluyen elementos del libro Al Capone: Biography of a Self-Made Man; el libro describe una escena en la barbería con Al Capone muy similar a la que introduce a Tony Camonte en la película. A Pasley no le acreditaron su trabajo en el guion. John Lee Mahin y Seton I. Miller reescribieron el guion para darle continuidad y los diálogos.
Como eran cinco escritores distintos es prácticamente imposible distinguir las aportaciones de cada uno. Sin embargo, el final de Scarfce es muy parecido al final de la primera película de gánsteres de Hecht, La ley del hampa (Underworld, 1927) donde el gánster Bull Weed se atrinchera en su apartamento con su amante y dispara contra el despliegue policial del exterior; por eso, se supone que es una contribución de Hetch.
La película Scarface se parece poco a la novela. Si bien la película incluye a los mismos personajes principales, la misma trama y los matices incestuosos, se hicieron cambios significativos para reducir el número de personajes y su importancia, y para complacer a la censura vigente. Para que los gánsteres no parecieran personas admirables, el personaje de Tony es menos inteligente y más brutal que en la novela. La relación fraternal entre Tony y el oficial de policía se eliminó para no mostrar corrupción policial.

### Vínculos con Al Capone
Tanto la película como la novela se inspiran libremente en la vida del gánster Al Capone, cuyo apodo era «Scarface» (traducido literalmente, «cara marcada por una cicatriz» o «cara-cicatriz»). Los nombres de las personas y los lugares se cambiaron muy poco. Capone se convirtió en Camote, Torrio en Lovo, Moran en Doran. En algunos primeros guiones, Colosimo era Colisimo y O'Bannion era Bannon, pero terminaron en Costillo y O'Hara, respectivamente. Estos cambios y otras alteraciones en los personajes y nombres de ciudades para mantener el anonimato, se debían a la preocupación de Hawks por el abuso de detalles históricos.
Ben Hecht había conocido a Capone y «sabía un montón sobre Chicago», así que no realizó ninguna investigación antes de escribir el guion. Según el propio Hecht, mientras escribía el guion, Capone envió dos hombres a verle en Hollywood para asegurarse de que no estaba basado en su vida. Les contó que el personaje «Scarface» era una parodia de numerosas personas y que el título se había elegido por lo sugerente. Ambos dejaron a Hecht en paz.
Las referencias a Capone y a hechos reales de la guerra entre bandas de gánsteres eran obvias para el público de la época. El personaje de Muni tenía una cicatriz en la cara muy parecida a la de Capone, procedente de peleas similares. La policía en la película menciona que Camonte es miembro de la banda «Five Points» de Brooklyn, a la que pertenecía Capone. Tony mata a su jefe «Big Louis» Costillo en el vestíbulo de su club; Capone participó en la muerte de su primer jefe Big Jim Colosimo en 1920. El jefe de la banda rival, O'Hara, es asesinado en su tienda de flores; los hombres de Capone asesinaron a Dean O'Banion en su tienda de flores en 1924. El asesinato de siete hombres en un garaje, con dos tiradores disfrazados de policías, enfoca a la matanza de San Valentín en 1929. El jefe de esta banda rival escapó por poco del tiroteo; como el jefe de la banda Bugs Moran. La película comienza en el cruce de la Calle 22 y la Avenida Wabash, en pleno Lado Sur, lugar de la mayoría de los crímenes.

### Elenco

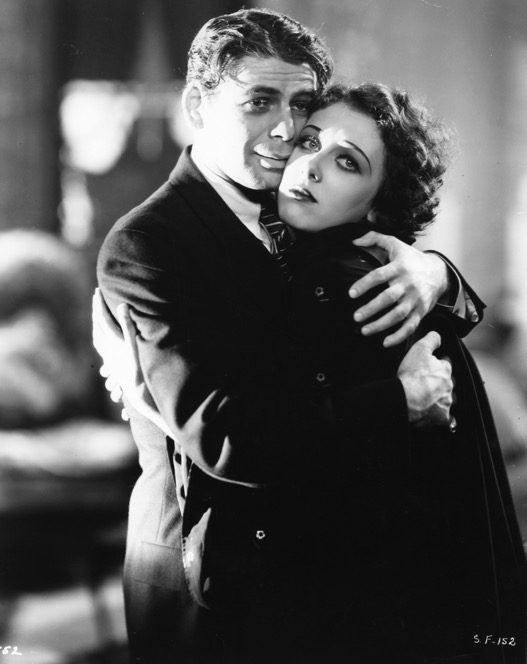
Paul Muni y Ann Dvorak en un fotograma de la película.

Hawks y Hughs tuvieron ciertas dificultades para seleccionar a los actores ya que la mayoría estaban contratados por los estudios cinematográficos, que eran bastante reticentes a dejar que sus actores trabajaran para productores independientes. El productor Irving Thalberg sugirió a Clark Gable, pero Hawks pensaba que Gable era una celebridad, no un actor. Después de ver a Paul Muni en Broadway, el cazatalentos Al Rosen le propuso para el papel principal. Al principio, Muni rehusó, pensando que no tenía las características físicas para el papel; pero su mujer, Bella, después de leer el guion, le animó. Hizo una prueba en Nueva York y Hughes, Hawks y Hecht aprobaron a Muni para el papel.
Se seleccionó a Boris Karloff para interpretar el papel del gánster irlandés Tom Gaffney; en el cartel de presentación de la película aparecía como «Boris 'Frankenstein' Karloff».  A Jack La Rue se le seleccionó para Guino Rinaldo, el compañero de Tony Camonte; como era más alto que Muni, a Hawks le preocupaba que eclipsara la dura personalidad de Scarface, interpretada por Muni. Así que lo sustituyeron por George Raft, un actor de lucha en ese momento, al que Hawks encontró en un combate de boxeo. Raft había interpretado un papel casi idéntico el año anterior en Quick Millions (1931), su primera aparición en la pantalla grande —una película de gánsteres con Spencer Tracy—, pero fue el papel en Scarface que lo consagró como actor.
Aunque Karen Morley tenís un contrato con MGM, Hawks era buen amigo de Eddie Mannix —ejecutivo de los estudios MGM— que prestó a Morley para la película. Le dieron a elegir entre los papeles de Poppy (novia) o Cesca (hermana). El papel de Cesca era más importante pero eligió Poppy porque pensó que su amiga Ann Dvorak encajaría con Cesca. Opinaba que «probablemente era lo mejor que había hecho en su vida». Morley invitó a Dvorak, de 20 años, a una fiesta en casa de Hawks, para que se conocieran. Según Hawks, Dvorak se centró en George Raft, que sería su interés amoroso en la película. Al principio, Raft declinó su invitación a bailar. Dvorak se puso a bailar delante de Raft para provocarlo; finalmente, cedió y el baile de la pareja detuvo la fiesta. Al verlo, Hawks estaba interesado en seleccionar a Dvorak pero temía su falta de experiencia. Después de una prueba de pantalla, consiguió el papel y MGM estaba dispuesto a librarla de su contrato de corista. Debido a su monoría de edad, Dvorak tuvo que obtener permiso tanto de su madre Anna Lehr como de la Corte Superior (Sperior court) para poder firmar un contrato con Howard Hawks.

### Rodaje
El rodaje de la película duró seis meses, que era mucho tiempo para la época —primera mitad de la década de 1930—. Howard Hughes se mantuvo alejado de los escenarios para no interferir. Hughes presionó a Hawks para la película resultara de lo más emocionante, incluyendo persecuciones en los automóviles, choques y disparos de ametralladoras. Hawks filmó en tres localizaciones diferentes: The Lot («La parcela»), los Estudios Harold Lloyds y el Teatro Mayan en Los Ángeles. Para la escena más violenta, en el restaurante, Hawks despejó el espacio para evitar incidentes con los extras y acribilló el set con las ametralladoras. Los actores hicieron su interpretación delante de una pantalla donde se proyectaba todo el tiroteo; así, mientras se refugiaban debajo de las mesas del restaurante, el espacio parecía que estaba ardiendo.
Durante el rodaje, Hawks y Hughes se reunieron con la oficina Hays para discutir las revisiones. A pesar de todo, Scarface se filmó y editó rápidamente. En septiembre de 1931, la Comisión del Crimen de California y oficiales de la policía asistieron a la proyección de una copia preliminar de la película, ninguno de los presentes pensó que la película tuviera una influencia peligrosa sobre la audiencia o provocara una respuesta criminal. Irving Thalberg asistió a una proyección anticipada y quedó impresionado con la película. A pesar de los comentarios positivos, la oficina Hays insistió en que se realizaran algunos cambios antes de aprobar su proyección.

### Censura y final alternativo
Scarface es una película de la época pre-code (1930—1934), cuando la censura dependía de la Oficina Hays, en cierto modo informal pues no tenía autoridad para eliminar escenas o diálogos; en 1934, la MPPDA (Motion Pictures Producers and Distributors of America) se comprometió oficialmente a respetar el Código de Producción, creado por la PCA (Production Code Administration) cuyas observaciones eran obligatorias. Con respecto a Scarface, la Oficina Hays quería evitar cualquier compasión o empatía de la audiencia con el mundo del crimen, y mostrar a los criminales reconociendo su error o recibiendo el castigo merecido.
La Oficina Hays solicitó repetidas veces que se reescribiera el guion, pero Hughes ordenó a Hawks que filmara lo más realista y espeluznante que pudiera. Naturalmente cuando la Oficina Hays vio la película, se indignó, pidió que se eliminaran escenas, que se añadieran otras condenando el gansterismo y que se cambiara el final; además de condenar la violencia consideraban totalmente inapropiada la relación atávica entre el personaje principal y su hermana, como la escena en que la abraza después de abofetearla y rasgarle el vestido. Hughes eliminó las escenas más violentas, añadió un prólogo condenando el gansterismo y escribió un nuevo final. Hawks se negó a rodar nuevas escenas con el final alternativo; así las dirigió Richard Rossen, que aparece en los créditos como «co-director».
El guion termina con Tony dentro del edificio, huyendo de los gases lacrimógenos y de las balas disparadas por la policía. Cuando se incendia el edificio, Tony se ve obligado a abandonarlo bajo las ráfagas de disparos, sin alterarse. Al reconocer al oficial de policía que lo había estado arrestando durante la película, le dispara pero solamente se escucha un «clic» implicando que ya no tiene más balas. Lo matan de varios disparos y se siguen oyendo repetidos clics para mostrar que sigue disparando mientras muere.
Esta primera versión (versión A) se terminó de rodar el 8 de septiembre de 1931, pero la censura no quedó satisfecha y solicitó otro final. Paul Muni no podía rodar por su trabajo en Broadway; así se tuvo que rodar con un doble, jugando con las sombras y planos secuencia para enmascarar la ausencia de Muni. El final alternativo (versión B) se diferencia en la captura de Tony y su muerte; Tony se entrega a regañadientes a la policía, sigue una escena con el juez dirigiéndose a Tony al dictar la sentencia. La última escena muestra a Tony (a vista de pájaro) camino de la horca para ser colgado.

## Estreno y proyección en las salas
Después de batallar contra la censura, la película se estrenó en los EE. UU. el 9 de abril de 1932, un año después de El enemigo público (The Public Enemy) y Hampa dorada / Pequeño César (Little Caesar). Cada estado tenía una junta de censores diferente, lo que permitió a Hughes estrenar en zonas con censura menos estricta.
El coronel Jason Joy, perteneciente a la Oficina Hays de Los Ángeles, fue convenciendo a las juntas de censura más estrictas para que permitieran estrenar Scarface, ya que la propia oficina Hays reconocía positivamente los cambios realizados a la película. Joy se dedicó a visitar las juntas de censura una por una para aclarar que, mientras la Oficina Hays estaba en contra de una postura benevolente con el crimen organizado, el cine de gánsteres era realmente un documento contra los gánsteres. Joy tuvo bastante éxito y, finalmente, muchas de las juntas de censura estatales y municipales permitieron el estreno, aceptando el corte y la versión censurada de Scarface.
En el momento del estreno, el público acogió favorablemente la película. El semanario Variety se refirió a Scarface con las siguientes palabras: «El suspense poderoso y apasionante del cine de gánsteres en esta película aparece duplicado y le confiere total atractivo.» El National Board of Review (NBR) calificó Scarface como una de las mejores películas de 1932.
Diversas ciudades en los Estados Unidos, incluyendo Chicago, y algunos estados se negaron a proyectar la película. La revista Movie Classics defendió la postura de exigir la proyección de la película en las salas a pesar de las prohibiciones de la censura, argumentando que todos los incidentes que muestra la película han aparecido como noticia en los periódicos. Sin embargo, la película batió récords de recaudación en el Teatro Woods de Chicago cuando se estrenó, después de nueve años, el 20 de noviembre de 1941 (Día de Acción de Gracias).

## Legado
A pesar de no haber sido un éxito de taquilla, Scarface fue una de las películas más discutidas de 1932 debido a su temática y su lucha y triunfo sobre las juntas de censura. Se cita a Scarface (a menudo junto con Little Caesar y El enemigo público) como el arquetipo del género de películas de gánsteres, porque estableció el estándar inicial para el género que continúa apareciendo en Hollywood. Sin embargo, Scarface fue la última de las tres grandes películas de gánsteres de principios de la década de 1930, ya que la indignación por la violencia anterior al Código causada por las tres películas, particularmente Scarface, provocó la creación de la Administración del Código de Producción en 1934.
Howard Hawks citó a Scarface como una de sus obras favoritas, y la película fue motivo de orgullo para Howard Hughes. Hughes la guardó en sus bóvedas unos años después de su estreno, rechazando numerosas ofertas lucrativas para distribuirla o comprar sus derechos. En 1979, tres años después de su fallecimiento, Summa Corporation, que controlaba su patrimonio, vendió los derechos de Scarface, junto con otras siete películas, a Universal Pictures, lo que llevó a que la película fuese reestrenada en cines. El relanzamiento de Scarface llevó a que Universal Pictures junto con Martin Bregman produjeran una nueva versión en 1983 protagonizada por Al Pacino y dirigida por Brian De Palma. Curiosamente, similar a su contraparte de 1932, la nueva versión de 1983 también fue un fracaso en taquilla y tuvo una mala recepción del público y la crítica, pero con el tiempo se fue revalorizando y hoy en día se considera un clásico de culto y una de las películas de crímenes más influyentes en la historia del cine y en la cultura pop.
La actuación de Paul Muni en Scarface como "el antihéroe gángster por excelencia" contribuyó en gran medida a su rápido ascenso a su aclamada carrera cinematográfica. Paul Muni recibió importantes elogios por su interpretación de Tony Camonte. La crítica elogió a Muni por su sólida y feroz interpretación. Al Pacino afirmó que Paul Muni lo inspiró mucho. Muni influyó en su actuación en la nueva versión de Scarface de 1983. Sin embargo, a pesar de la impresionante representación de un gánster en ascenso, los críticos afirman que el personaje se parecía mínimamente a Al Capone. A diferencia de Camonte, Capone evitaba el trabajo sucio y solía contratar a otros para que hicieran el trabajo sucio. Además, el Scarface de Muni al final reveló que el personaje de Camonte era un cobarde, ya que suplicó clemencia e intentó escapar antes de ser baleado en la calle. Capone no era conocido por su cobardía y no murió en combate.
Scarface fue la película más conocida de Ann Dvorak. Esta película lanzó la larga carrera de George Raft como protagonista. En el segundo papel protagonista, Raft había aprendido a lanzar una moneda sin mirarla, un rasgo característico de su carácter, y causó una gran impresión en el papel, comparativamente simpático pero pintoresco. Howard Hawks le pidió a Raft que usara esto en la película para camuflar su falta de experiencia como actor. Se hace una referencia en el papel posterior de Raft como el gánster Spats Columbo en Some Like It Hot (1959), donde le pregunta a un compañero gánster (que está lanzando una moneda): "¿Dónde aprendiste ese truco barato?".
Es posible que Scarface influyera en la vida de los gánsteres cuatro años después del estreno de la película. En 1936, Jack McGurn, considerado responsable de la Matanza de San Valentín que se representa en la película, fue asesinado por sus rivales en una bolera, similar al personaje de Boris Karloff.

### Formatos domésticos
Esta película fue una de las primeras estrenadas en VHS y Betamax por MCA Videocassette y en Laserdisc por MCA Videodisc en mayo de 1980. La película se estrenó en DVD el 22 de mayo de 2007 y fue reeditada el 28 de agosto de 2012, para celebrar el centenario de Universal Pictures, por Universal Pictures Home Entertainment. Ambas versiones en DVD incluyen una introducción del presentador de Turner Classic Movies e historiador de cine, Robert Osborne, y el final alternativo de la película. En vídeo y televisión, la película conserva el final original de Hawks, pero contiene las demás modificaciones que tuvo que realizar durante el rodaje. No se supo de la existencia de una versión completamente inalterada y sin censura hasta el lanzamiento de la edición limitada de Scarface (1983) el 15 de octubre de 2019. En 2024, se realizó una nueva restauración en 4K a partir de un negativo duplicado de una cinta de 35 mm, que The Criterion Collection lanzó en Blu-ray y Blu-ray Ultra HD el 12 de noviembre de 2024.

### Películas relacionadas
Tras obtener los derechos de Scarface tras la muerte de Howard Hughes, Universal Pictures estrenó una nueva versión de la película en 1983, con Al Pacino como Scarface, siendo también su verdadero nombre cambiado de Tony Camonte a Tony Montana y su historia se convirtió a ser un refugiado cubano que llegó a los Estados Unidos durante el éxodo de Mariel. La película se ambienta en el Miami contemporáneo de principios la década de 1980, en el submundo hispano, y es conocida por su contenido de violencia gráfica y lenguaje obsceno, considerado "tan violento y obsceno para los años 80", como la película original se consideró para el cine de los años 1930. La edición limitada del DVD "Edición Aniversario" de 2003 de la película de 1983 incluye la versión de 1932. Al final de la película de 1983, aparece una leyenda que dice "Esta película está dedicada a Howard Hawks y Ben Hecht" sobre la toma final.
En 2011, Universal Pictures anunció que estaba desarrollando una nueva versión de Scarface. El estudio declaró que la nueva película no es una secuela ni una nueva versión, sino que tomará elementos tanto de la versión original de 1932 y del remake de 1983, incluida la premisa básica: un hombre que se convierte en un capo en su búsqueda del sueño americano. Martin Bregman, que produjo la nueva versión de 1983, también produciría esta versión, con un guion de David Ayer, y David Yates en conversaciones para dirigir la película. En 2022, se informó que la película había sido archivada.
Scarface se asocia a menudo con otras películas policiacas pre-código estrenadas a principios de la década de 1930, como La senda del crimen (1930), Little Caesar (1931) y El enemigo público (1931). Según Fran Mason, de la Universidad de Winchester, Scarface se asemeja más a la película "Los violentos años veinte" (1939) que a sus películas de gánsteres contemporáneas de principios de la década de 1930 debido a su exceso.

## Premios
National Board of Review
| Reconocimiento              | Candidata | Resultado |
| --------------------------- | --------- | --------- |
| Diez mejores filmes del año | Scarface  | Incluida  |